# Redlight
Hugh Pescod (Bristol, Inglaterra; 19 de febrero de 1980), más conocido como Redlight, es un DJ y productor británico.

## Biografía
Tras mudarse desde Bristol, su ciudad natal, a Londres, comenzó a destacar a finales de los 90 y principios de los 2000 bajo el nombre de DJ Clipz, lanzando y produciendo temas sueltos con distintos sellos de drum and bass, entre los que se encontraban Full Cycle y Digital Soundboy.
En 2009, decidió diversificar su estilo musical, tanto como DJ como productor, cambiando su alias a Redlight y fundando el sello "Lobster Boy" para sus propias producciones, y debutando con el EP "The Lobster Boy EP".
En 2010 sacó dos singles con una orientación mucho más electrónica que ningún otro previo. El primero, llamado "Stupid", fue lanzado a través de Digital Soundboy, con la colaboración de la cantante Roses Gabor. El segundo sencillo fue "What You Talking About!?", editado en el sello de Chase & Status, MTA Records, con la voz de Ms. Dynamite, que entró en el top 50 de las listas dance de Reino Unido.
En 2011, sacó otros dos temas con Digital Soundboy: "Source 16" y "Progress", además de remixes para artistas como Cee Lo Green, Maverick Sabre o Ms. Dynamite. Ese mismo año, también sacó su segundo sencillo con el sello de Chase & Status MTA, "Get Out My Head", con la colaboración no acreditada de la concursante de X Factor UK 2009 Nicole Jackson, y un remix de Joker. El vídeo musical superó los 4 millones de visitas en su canal de YouTube. La cara B fue el tema "Vampires".
En 2012 sacó su segundo EP, "Mosquito/Planet X", bajo el nombre de Lobster Boy. Ese mismo año sacó "Lost in Your Love" con Polydor (como Redlight), con la colaboración de Baby Sol y Lotti, que debutó en el #5 de la UK Singles Chart, su posición más alta hasta la fecha. El vídeo cuenta con casi 3 millones de visitas.
El 22 de abril de 2013 saca su nuevo sencillo, "Switch it off", con su respectivo vídeo.

## Lobster Boy
Tras su fundación en 2009, Redlight ha publicado en su propio sello, Lobster Boy, varias producciones tanto suyas como de otros artistas.
Estos son algunos de sus lanzamientos:

### EP
- "The Lobster Boy EP" - él mismo, como Lobster Boy (2009)[8]

1. "Feel So Good (Wine Up Yr Body)" (4:22)
2. "Kid Soldier" (3:21)
3. "Be With You" (4:10)
4. "Pick Up The Phone" (2:48)

- "Swarm" - New York Transit Authority (2013)

1. "95" (1:19) (2:15 en la versión extendida)
2. "Hard Work" (1:48)
3. "Swarm" (1:44)

## Discografía

### EP
- "The Lobster Boy EP" (2009)
- "Mosquito/Planet X" (2012)

### Singles
| Año                                                           | Título                                          | Posición en listas | Posición en listas | Posición en listas | Posición en listas | Posición en listas | Álbum                |
| Año                                                           | Título                                          | UK                 | UK Dance           | BEL (Fla)          | NLD                | SCO                | Álbum                |
| ------------------------------------------------------------- | ----------------------------------------------- | ------------------ | ------------------ | ------------------ | ------------------ | ------------------ | -------------------- |
| 2010                                                          | "Stupid" (feat. Roses Gabor)                    | —                  | —                  | —                  | —                  | —                  | Single independiente |
| 2010                                                          | "What You Talking About!?" (feat. Ms. Dynamite) | —                  | 38                 | —                  | —                  | —                  | Single independiente |
| 2012                                                          | "Get Out My Head"                               | 18                 | 4                  | 34                 | 67                 | 24                 | Single independiente |
| 2012                                                          | "Lost in Your Love"                             | 5                  | 3                  | 52                 | —                  | 5                  | TBA                  |
| 2013                                                          | "Switch It Off"                                 | —                  | —                  | —                  | —                  | —                  | TBA                  |
| "—" denotes singles that were not released, or did not chart. |                                                 |                    |                    |                    |                    |                    |                      |